# روضة قاسم
روضة قاسم (بالإنجليزية: Rawda Qasem)‏ ممثلة ومخرجة ومدبلجة مخرجة برنامج 360 درجة الذي عرض على قناة المنار لبنانية.

## عن حياتها
شاركت في العديد من المسلسلات و الأفلام وكما أن لديها مشاركات في دوبلاج الرسوم المتحركة .

## أعمالها

### في التمثيل
- فيلم أميرة الروم
- مسلسل الغالبون
- قيامة البنادق 2013
- مسلسل باب المراد
- فيلم قصة سامراء

### في الإخراج
- مخرجة برنامج 360 درجة ( www.almanar.com.lb)
- مسلسل الغالبون - مساعد مخرج
- مساعد مخرج مسلسل قيامة البنادق
- كاستينغ مسلسل قيامة البنادق
- كاستينغ مسلسل ملح التراب
- كاستينغ مسلسل باب المراد (من لبنان)

## وصلات خارجية
- روضة قاسم على موقع IMDb (الإنجليزية)
- روضة قاسم على موقع قاعدة بيانات الأفلام العربية